# Paul Oakenfold
Paul Mark Oakenfold (London, 1963. augusztus 30. –), korábbi művésznevén egyszerűen Oakenfold brit zenei producer és trance lemezlovas. Háromszoros Grammy-díj és kétszeres World Music Awards jelölt. A DJ Magazine 1998-ban és 1999-ben is a világ legjobb lemezlovasának választotta. Oakenfold több száz remixet készített pályája során, többek között olyan elismert előadóknak mint a U2, Moby, Britney Spears, Madonna, a Massive Attack, a The Cure, a New Order, a The Rolling Stones, a The Stone Roses vagy éppen Michael Jackson. Ezen felül négy önálló stúdióalbuma is megjelent.

## Diszkográfia

### Stúdióalbumok
- Bunkka (2002)
- A Lively Mind (2006)
- Trance Mission (2014)
- Shine On (2022)